# Capucines de la Mère du Divin Pasteur
Les Capucines de la Mère du Divin Pasteur (en latin : Sorores Capuccinae a Matre Divini Pastoris) sont une congrégation religieuse féminine enseignante de droit pontifical. 

## Historique
La congrégation est fondée le 27 mai 1850 à Barcelone par Joseph Tous y Soler (1811 - 1871) et Marie Remedio Palos y Casanova (1825 - 1907) pour l'enseignement de la jeunesse. Mgr Llucià Casadevall i Duran, évêque de Vic approuve l'institut le 17 mars 1850. Le 7 juin 1851, les premières sœurs font leur profession religieuse, la congrégation porte le nom de capucines tertiaires de l'enseignement et se consacrer au Bon Pasteur et à la Divine Bergère.
En 1868, un rameau devient indépendant sous la direction de Marie Anne Mogas Fontcuberta et donne naissance aux Franciscaines missionnaires de la Mère du Divin Pasteur.
L'institut est affilié aux Frères mineurs capucins le 22 novembre 1905 et reçoit le décret de louange en 1888 et ses constitutions sont approuvées par le Saint-Siège le 1er février 1909.
Trois religieuses de cette congrégation sont martyrisées en 1936, Andrea Solans Ballester, Patrocinio Vilanova Alsina et Maria Ausilio Noguera Manubens.

## Activités et diffusion
Les sœurs se dédient à l'enseignement.
Elles sont présentes en :
- Europe : Espagne.
- Amérique : Colombie, Costa Rica, Cuba, Guatemala, Nicaragua.

La maison généralice est à Barcelone. 
En 2017, la congrégation comptait 131 religieuses dans 25 maisons.